# POD: Planet of Death
POD: Planet of Death, também conhecido simplesmente por POD, é um jogo eletrônico de corrida estilo futurístico, que foi lançado em 1997 pela Ubi Soft com exclusividade para o sistema operacional Microsoft Windows. A trilha-sonora do jogo foi composta por Daniel Masson. O jogo se passa em um futuro distante em um longínquo planeta chamado IO. Um acidente de mineração libera um vírus dentro deste planeta, causando um pânico generalizado nos habitantes. Começa-se, então, uma operação para evacuar o planeta. Depois que a maioria da população escapa do planeta, alguns sobreviventes permanecem em IO, com apenas uma nave restante. É criado então um campeonato, onde o vencedor levará como troféu a última vaga restante na nave que levará os habitantes para um outro planeta.
POD foi o primeiro jogo eletrônico de corrida a conter um modo multiplayer em tempo real na Internet. Já em 1997 permitia aos jogadores competir em tempo real à distância, o que para a época era revolucionário e foi um dos primeiros jogos a permitir aos seus utilizadores criar o seu próprio conteúdo através da criação de pistas e veículos.

## História do jogo
A história nos leva a um futuro distante, em um planeta chamado IO. Com a colonização do lugar, o planeta se desenvolveu consideravelmente bem, surgindo industrias e novas oportunidades de vida. Em uma mina do planeta, um acidente aconteceu, durante uma escavação, e liberou uma espécie de fungo mortal que consumia tudo em seu caminho. Sem chances de deter essa ameaça, os habitantes de IO fugiram do planeta mas alguns poucos acabaram ficando nas desertas áreas do planeta, que pouco a pouco eram consumidas pelo fungo. No meio do caos, pilotos locais pegaram peças de ferro velho e outros materiais e montaram velozes carros para competirem em um torneio final, que dará ao vencedor o direito à ultima vaga na nave de fuga que restou para fugir de IO, deixando os outros para morrer.

### Enredo
| Original (em inglês) | Em português |
| --- | --- |
| It’ll be over soon… it’s going to be gone and this place will be forgotten. It’s too bad really, because the whole thing started out so well. Io is… I mean, was… one of the most successful new planets. It was colonized rapidly, industries developed, and people came from everywhere to take advantage of the work opportunities here. For years, we all prospered. It was like living on a new frontier. And then… it all came to a halt. An accident in one of the mines exposed some kind of virus. The press called it “pod” and it’s practically destroyed everything here. Everyone has left Io now, or almost everyone. Some have stayed behind, some by choice, some because they had no choice. Our days are numbered now. We’re all doomed, all except for one person. There is one ship left, one of us will get away to safety. Pod is in the final stages of its destructive cycle. Planet Io and everyone left on it will die. To kill time, we’ve been using parts from abandoned factories and forgotten equipment to transform cars into superpowered vehicles and race them around the empty streets of Io. Today’s races aren’t like the others, though. Today each driver is racing for his life. The winner will take his place in that one remaining ship. The others? Well, well. | Vai acabar logo ... vai acabar e este lugar será esquecido. É realmente uma pena, porque a coisa toda começou muito bem. Io é ... quero dizer, era ... um dos novos planetas de maior sucesso. Foi colonizado rapidamente, as indústrias se desenvolveram e as pessoas vieram de todos os lugares para aproveitar as oportunidades de trabalho aqui. Por anos, todos nós prosperamos. Era como viver em uma nova fronteira. E então ... tudo parou. Um acidente em uma das minas expôs algum tipo de vírus. A imprensa chamou de “pod” e praticamente destruiu tudo aqui. Todo mundo deixou Io agora, ou quase todo mundo. Alguns ficaram para trás, alguns por escolha, outros porque não tiveram escolha. Nossos dias estão contados agora. Estamos todos condenados, exceto por uma pessoa. Resta um navio, um de nós vai fugir em segurança. O pod está nos estágios finais de seu ciclo destrutivo. O planeta Io e todos que sobraram nele morrerão. Para matar o tempo, temos usado peças de fábricas abandonadas e equipamentos esquecidos para transformar carros em veículos superpotentes e correr com eles pelas ruas vazias de Io. Mas as corridas de hoje não são como as outras. Hoje, cada piloto está correndo para salvar sua vida. O vencedor ocupará seu lugar naquele navio restante. Os outros? Bem... bem... |

## Histórico de desenvolvimento
POD foi publicado em 1997, sendo um dos primeiros jogos a suportar o conjunto MMX instruction set para processadores Intel e veio empacotado como uma versão OEM com computadores usando processadores Intel Pentium ou Pentium II MMX, e alguns sistemas AMD K6. A versão OEM 1.0 não oferece suporte a placas 3dfx ou modo de rede. Uma versão de varejo do POD (chamada POD 2.0 da Ubisoft) foi lançada posteriormente e apresentava mais circuitos e carros, além de suporte para placas de vídeo 3dfx e jogo em rede. Um modo multiplayer especial chamado "Game Service" foi fornecido pela Ubisoft para que os players pudessem correr em servidores Ubisoft. Até oito motoristas podiam competir entre si via rede, internet, modem ou tela dividida. Usando o "Game Service" era possível para os jogadores POD competirem uns contra os outros nos servidores da Ubisoft.
POD foi um dos primeiros jogos otimizados para placas de vídeo com chipset 3dfx usando API Glide. Apenas placas de vídeo com o chipset 3dfx Voodoo 1 eram suportadas no lançamento do jogo. Ubisoft posteriormente publicou patches que adicionaram suporte para o Voodoo 2 usando a API Glide e chipsets não-3dfx via Direct3D.

## Recepção
A revista Next Generation avaliou o game com três estrelas em cinco e afirmou que "POD é um passeio fantástico, com gráficos coloridos em alta resolução e uma taxa de quadros alta e constante. Pode muito bem ser o jogo de corrida mais bonito que você pode comprar por agora."

## Atualizações e relançamentos
- Pouco mais de um ano após ser lançado, a Ubisoft criou um pacote de expansão para o jogo, com o título de "Back to Hell". Este pacote continha 19 circuitos e 15 novos veículos, incluindo motocicletas, uma criatura roxa flutuante semelhante a um morcego e uma bruxa montando uma vassoura.
- Outra versão chamada "POD: Gold" foi lançada mais tarde, que incluía POD, sua expansão "Back to Hell", além de um novo conjunto de som.
- Em 6 de outubro de 2011, o jogo foi relançado pelo site GOG.com, com compatibilidade para os sistemas operacionais mais atuais.[5]

## Seqüências
- No ano 2000, a Ubisoft lançou o seu sucessor, intitulado POD 2 (também chamado de POD 2: Multiplayer Online, ou ainda POD: Speedzone), para o Sega Dreamcast.
- Um porte de POD para o Nintendo 64 chegou a ser anunciado[6], mas nunca lançado.